# 1 Brygada Artylerii Polowej (austro-węgierska)
1 Brygada Artylerii Polowej (1. Art.-Brig., 1. FABrig.) – brygada artylerii polowej cesarskiej i królewskiej Armii.

## Historia brygady
1 maja 1885 roku w Krakowie została utworzona 1 Brygada Artylerii (niem. 1. Artillerie-Brigade). Brygada była podporządkowana komendantowi 1 Korpusu, a w jej skład wchodził:
- 1. Galicyjski Pułk Artylerii Korpuśnej w Krakowie,
- 1. Ciężki Dywizjon w Krakowie (od 1888 roku w Wadowicach),
- 2. Ciężki Dywizjon w Wiedniu (od 1885 roku w Wadowicach, a od 1888 roku w Przemyślu)[1].

W 1889 roku przeprowadzono reorganizację brygady. W jej skład włączono 10. Morawsko-śląski Pułk Artylerii Korpuśnej i 20. Ciężki Dywizjon. Oba oddziały stacjonowały w Ołomuńcu i należały do tego czasu do 10 Brygady Artylerii w Brnie. Ze składu brygady ubył 1. Galicyjski Pułk Artylerii Korpuśnej w Krakowie i 2. Ciężki Dywizjon w Przemyślu. Obie jednostki zostały podporządkowane komendantowi 10 Brygady Artylerii w Przemyślu.
Skład 1 Brygady Artylerii po reorganizacji przedstawiał się następująco:
- 10. Morawsko-śląski Pułk Artylerii Korpuśnej w Ołomuńcu,
- 1. Ciężki Dywizjon w Wadowicach,
- 20. Ciężki Dywizjon w Ołomuńcu[3].

W 1890 roku samodzielne ciężkie dywizjony zostały przemianowane odpowiednio na 1. Dywizjon i 20. Dywizjon.
Na początku 1892 roku ze składu 10. Morawsko-śląsko-galicyjskiego Pułku Artylerii Korpuśnej wyłączono 41. Dywizjon w Ołomuńcu i podporządkowano bezpośrednio komendantowi 1 Brygady Artylerii.
Z dniem 1 stycznia 1894 roku została wprowadzona w życie kolejna reorganizacja, w ramach której:
- 1 Brygada Artylerii przejąła od 10. Pułku Artylerii Korpuśnej nazwę wyróżniającą „Morawsko-śląsko-galicyjska”,
- 10. Pułk Artylerii Korpuśnej został przeniesiony z Ołomuńca do Krakowa i przemianowany na 1. Pułk Artylerii Korpuśnej,
- 1. Dywizjon w Wadowicach został rozwinięty w 1. Pułk Artylerii Dywizyjnej,
- 20. Dywizjon w Ołomuńcu został rozwinięty w 2. Pułk Artylerii Dywizyjnej,
- 41. Dywizjon w Ołomuńcu został przeniesiony do Krakowa i rozwinięty w 3. Pułk Artylerii Dywizyjnej[6].

Skład 1 Morawsko-śląsko-galicyjskiej Brygady Artylerii po reorganizacji przedstawiał się następująco:
- 1. Pułk Artylerii Korpuśnej w Krakowie,
- 1. Pułk Artylerii Dywizyjnej w Wadowicach,
- 2. Pułk Artylerii Dywizyjnej w Ołomuńcu,
- 3. Pułk Artylerii Dywizyjnej w Krakowie[7].

Z dniem 6 kwietnia 1908 roku weszła w życie nowa organizacja artylerii, w ramach której:
- 1 Brygada Artylerii został przemianowana na 1 Brygadę Artylerii Polowej i pozbawiona dotychczasowej nazwy wyróżniającej,
- 1. Pułk Artylerii Korpuśnej został przemianowany na 1. Pułk Haubic Polowych,
- ze składu 1. Pułku Artylerii Korpuśnej został wyłączony dywizjon artylerii konnej i przekształcony w samodzielny oddział pod nazwą 1. Dywizjon Artylerii Konnej,
- 1,. 2. i 3. Pułki Artylerii Dywizyjnej zostały przemianowane na 1., 2. i 3. Pułki Armat Polowych,
- w Krakowie został utworzony 2. Dywizjon Ciężkich Haubic oraz Kadra 6. Dywizjonu Ciężkich Haubic[8].

Wymienione wyżej oddziały podlegały komendantowi 1 Brygady Artylerii Polowej pod względem wyszkolenia, natomiast pod względem taktycznym zostały podporządkowane komendantom wielkich jednostek piechoty i kawalerii:
- 1. Pułk Haubic Polowych, 1. Pułk Armat Polowych, 2. Dywizjon Ciężkich Haubic i Kadra 6. Dywizjonu Ciężkich Haubic – 12 Dywizji Piechoty,
- 1. i 2. Pułki Armat Polowych – 5 Dywizji Piechoty,
- 1. Dywizjon Artylerii Konnej – Dywizji Kawalerii Kraków[9].

W 1913 roku komendantowi brygady ponownie podporządkowano Dywizjon Taborów Nr 1 w Krakowie.
Organizacja pokojowa w 1914 roku:
- Pułk Haubic Polowych Nr 1 w Krakowie,
- Pułk Armat Polowych Nr 1 w Krakowie,
- Pułk Armat Polowych Nr 2 w Ołomuńcu,
- Pułk Armat Polowych Nr 3 w Krakowie,
- Dywizjon Artylerii Konnej Nr 1 w Krakowie,
- Dywizjon Ciężkich Haubic Nr 1 w Krakowie,
- Dywizjon Taborów Nr 1 w Krakowie[11].

W sierpniu 1914 roku, w czasie mobilizacji, brygada została przemianowana na 12 Brygadę Artylerii Polowej i włączona w skład 12 Dywizji Piechoty.

## Komendanci brygady

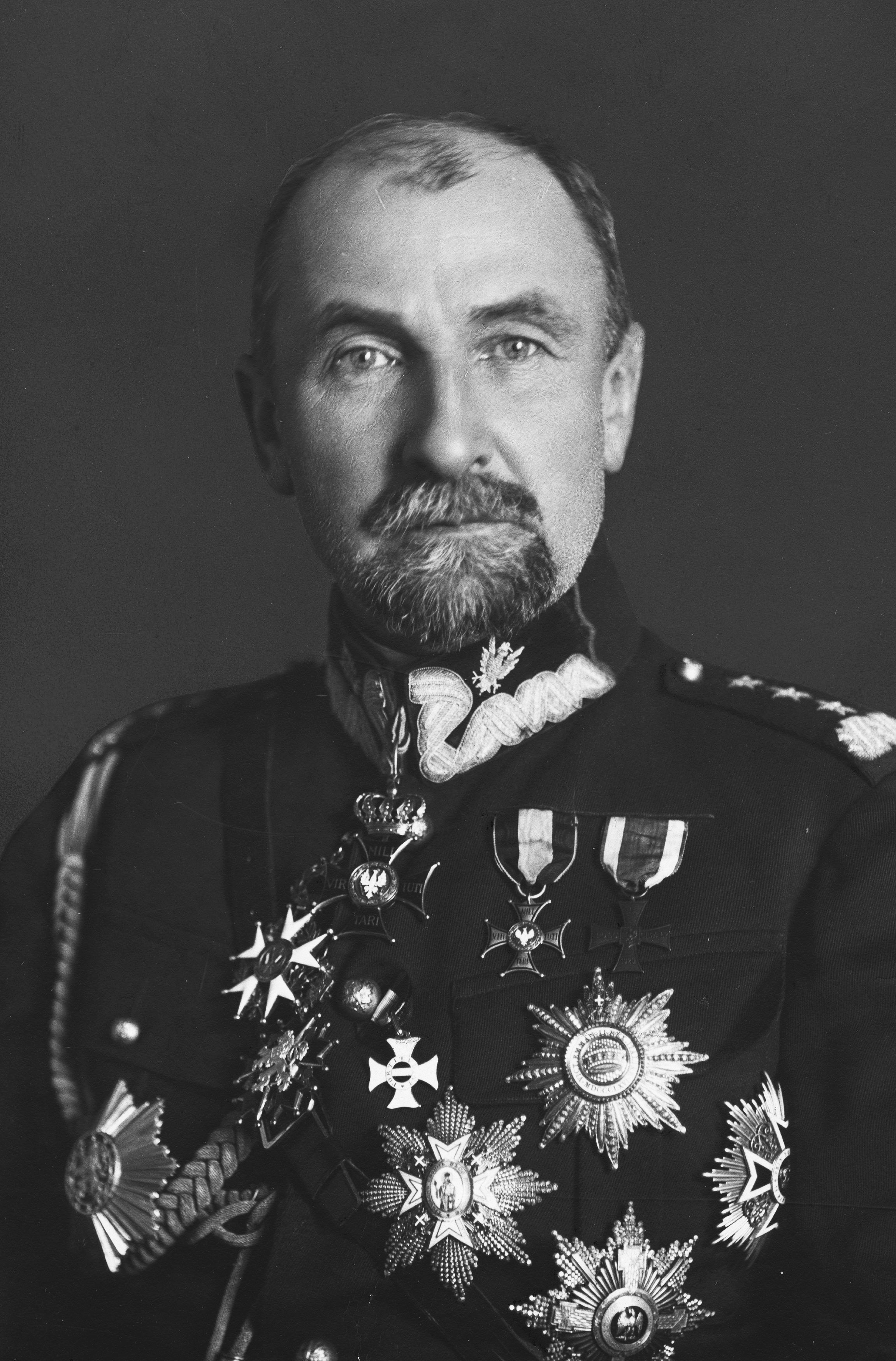
Tadeusz Rozwadowski

- GM Karl Fischer (1885[13] – 1887 → komendant 12 Dywizji Piechoty)
- płk Wenzel Broschek von Boroglav (1887 – 1888 → stan spoczynku)
- FML Wilhelm von Wagner (1888 – 1889 → urlopowany)
- GM Fridrich von Gehren (1889 – 1 XI 1890 → stan spoczynku[14])
- GM Joseph von Eschenbacher (1890 – †15 VIII 1891[15])
- płk / GM Franz Siglitz von Siegdorf (1891 – 1897 → komendant 11 Brygady Piechoty)
- FML Gustav Uher (1897 – 1 XI 1898 → stan spoczynku[16])
- płk / GM Ferdinand Rost (1898 – 1 V 1904 → stan spoczynku[17])
- płk / GM Ludwik Fiderkiewicz (1904 – 1908)
- płk / GM Peter Millivojevich (1908 – 1 V 1910 → stan spoczynku[18])
- GM Johann Wikullil (1910 – 1913)
- GM Tadeusz Rozwadowski (IV 1913 – II 1915[12])